# Sten Tolgfors
Sten Sture Tolgfors, född 17 juli 1966 i Forshaga, är en svensk politiker (moderat) och ämbetsman, som var riksdagsledamot 1994–2013 och statsråd i regeringen Reinfeldt 2006–2012 (handelsminister 2006–2007 och försvarsminister 2007–2012). Sedan 2022 är han landshövding i Västra Götalands län.

## Biografi
Tolgfors föddes i Forshaga som son till Sture och Anna Brita Kajsa Tolgfors, och är uppvuxen i Åmål. Fadern var son till rektorn vid Gymnastik- och idrottshögskolan i Örebro gymnastikdirektör Börje Tolgfors.
Tolgfors flyttade som ung vuxen till Örebro. Han arbetade 1988–1989 som konsulent för Röda Korset och tog senare en filosofie kandidatexamen i statskunskap vid Högskolan i Örebro. Han satt i Örebros kommunfullmäktige för Moderaterna 1991–1994, och var politiskt sakkunnig i Försvarsdepartementet 1992–1993 och i Näringsdepartementet 1993–1994.

### Riksdagsledamot
Tolgfors blev invald i riksdagen 1994. Där var han 1994–1998 suppleant i utrikesutskottet och näringsutskottet. Efter det var han 1998–2002 ledamot av utrikesutskottet. 2002–2003 var han ledamot av socialförsäkringsutskottet och Moderaternas flyktingpolitiske talesman, varefter han 2003–2006 var ledamot i utbildningsutskottet och partiets skolpolitiske talesman. Under en kort period efter riksdagsvalet 2006, innan han utsågs till handelsminister, var Tolgfors ordförande i utrikesutskottet. 2003–2011 var han ledamot i Moderaternas partistyrelse.
Tolgfors engagerade sig i mobbningsfrågan under sin riksdagsperiod och anser bland annat att skolan ska använda forskningsbaserade åtgärdsprogram som ger bevisad effekt. Han engagerade sig även för funktionshindrades rätt till en skola som är anpassad till deras behov.[källa behövs]

### Handelsminister
Han utsågs den 24 oktober 2006 till handelsminister efter Maria Borelius. Han satt på posten ett knappt år.

### Försvarsminister
Den 5 september 2007 utsågs Tolgfors till försvarsminister efter Mikael Odenbergs avgång. Det uppmärksammades vid hans tillträde som försvarsminister att han vägrat bära vapen och i stället fullgjort vapenfri tjänst. När han ansökte om vapenfri tjänst hänvisade han till sin religiösa övertygelse och att han var aktiv i Svenska Missionskyrkan. Han uppgav dock vid tillträdet som försvarsminister att han ändrat inställning till väpnat försvar 1988 vid ett tillfälle då han fått se foton på massakrerade lik vid Halabjamassakern i Irak. I militära kretsar fick Tolgfors epitetet "Tomhylsan" med anspelning på att han varit vapenvägrare.
Som försvarsminister var Tolgfors år 2008 ansvarig för att driva igenom FRA-lagen. En enkät genomförd av Sveriges Radios Ekot i november 2008 bland lokalföreningsordföranden inom de fyra allianspartierna visade att Tolgfors var den mest impopulära ministern i regeringen.

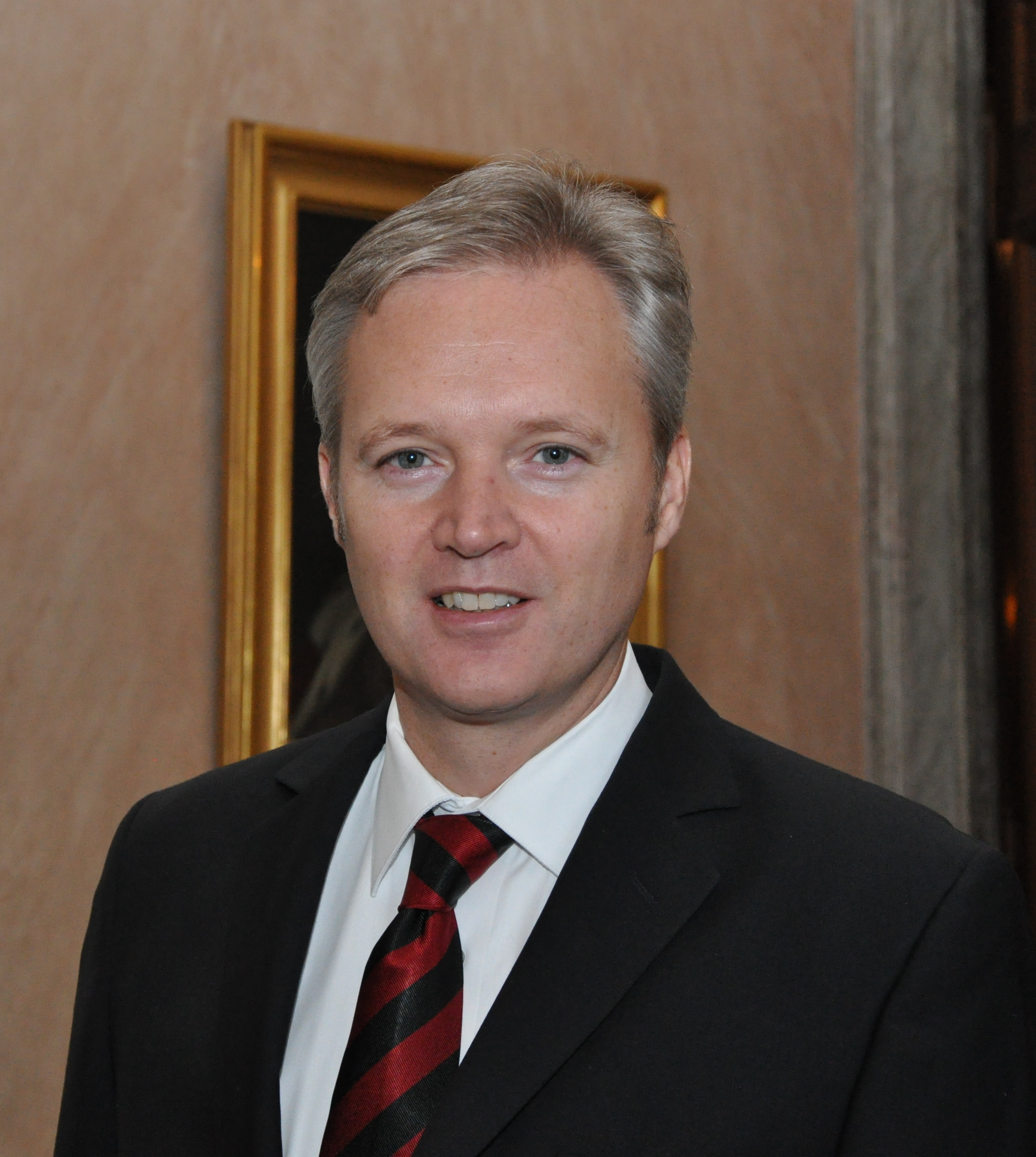
Sten Tolgfors den 18 januari 2011.

Tolgfors administrerade omställningen från ett invasions- till ett insatsförsvar, vilket bland annat innebar avskaffad värnplikt. Balans i ekonomin åstadkoms genom att anskaffningsbeslut försköts framåt i tiden med minskad framtida användbarhet av krigsförbanden som följd.

#### Avgång
Den 6 mars 2012 fick Tolgfors negativ uppmärksamhet i hur han behandlat frågan rörande Projekt Simoom, ett försvarsindustrisamarbete mellan Sverige och Saudiarabien. I media uppmärksammades att Försvarets forskningsinstitut (FOI) låtit bilda ett aktiebolag för att bedriva samarbete med Saudiarabien. Tolgfors förnekade att han kände till detta, men ifrågasättandet och kritiken ledde till att Tolgfors avgick som försvarsminister den 29 mars 2012. Vid presskonferensen samma dag uppgav han att inte längre kände samma energi och glädje i arbetet och att hans familj var utsatt för påfrestningar. I slutet av januari 2013 lämnade han också sin riksdagsplats för att bli konsult och delägare i affärskonsultfirman Rud Pedersen. Efter att ha granskat samarbetet mellan Sverige och Saudiarabien riktade konstitutionsutskottet i juni 2013 kritik mot att försvarsdepartementet under Tolgfors ledning inte hade följt frågan tillräckligt noga.

### Landshövding i Västra Götalands län
Den 9 juni 2022 utsåg regeringen Andersson Tolgfors till landshövding i Västra Götalands län för perioden 1 september 2022–31 augusti 2028.

### Författarskap
År 2024 utkom Tolgfors och hans medförfattare Marie Carlsson med den humoristiska deckaren Statsrådet och glöden.